# Яд (альбом Алёны Швец)
«Яд» — девятый студийный альбом российской певицы Алёны Швец, выпущенный 11 марта 2022 года на лейбле Rainbow Flower. В альбом вошло 8 треков.

## Описание
Альбом вышел 11 марта в полночь вместе с альбомом «Противоядие», пластинка является антиподом альбома «Противоядие».

## Отзывы

### Отзывы в специализированных музыкальных изданиях
По мнению Алексея Мажаева из InterMedia два альбома («Яд» и «Противоядие») стали «самыми масштабными в её творчестве». Критик отмечает, что «сознательно или нет Алёна Швец этим альбомом закрывает сразу несколько стилистических ниш, в том числе и те, которые пустуют, пока их обитатели обдумывают, как им дальше жить (и где)». По мнению рецензента «не факт, что слушатель будет готов принять сразу все эти ипостаси — видимо, поэтому ему и приготовили облегчённую „двустворчатую“ концепцию».
Переходя к первой песни альбома «Маленькость» рецензент отмечает в ней «сочетание милоты и дерзости». Далее критик отмечает трек «Тряпочка» и называет его «жестокий романс о неравноправных отношениях». Он считает, что в песне «героиня „выстилалась перед тобой тряпочкой“, а он её использовал» и отмечает, что «Алёна Швец идеальный баланс между образностью и жизненностью». После этого рецензент переходит к треку «Травля» где он отмечает «очень нервное и точное произведение, тема которого предельно ясно указана в названии». Алексей считает, что трек «Клубничные сырки» «преобладает настроение радостного идиотизма: песня могла бы считаться детской, если бы не местами жёсткий текст». В треке «Свалка» был отмечен «мощный припев»

По мнению Бориса Барабанова из КоммерсантЪ, «Алёна Швец сильно рисковала, когда решила выпустить фактически сразу два альбома». По мнению критика, «Яд» — «супердерзкий, проникнутый молодёжной ненавистью сразу ко всему». В обоих альбомах рецензент отметил:
На обоих альбомах полно потенциальных хитов: что бы ни происходило вокруг, проблематика девичьего пубертата вроде бы никуда из жизни не делась, есть девочки, и они взрослеют. Вот только разговор с «массами» сейчас непредставим или ассоциируется совсем с другой музыкой. Не с той, в которой контролирующие органы ещё недавно искали «призывы к суициду». Массовый молодёжный поп, пусть и с альтернативным окрасом, ждут не лучшие времена. Ему тяжело тягаться с реальностью. Но попытку засчитать все же стоит.

— «Альбомы марта» — КоммерсантЪ, Борис Барабанов, 1 апреля 2022

### Собственное мнение исполнительницы
Про альбомы Алёна Швец сказала:
Названия двух частей альбома выбраны неспроста. Мы все прячем наши ранимые натуры, глубинные переживания и слабости за маской сарказма, самоиронии и внешней непоколебимости. Но это всего лишь «Яд». На самом деле в душе затаилось много горьких разочарований и травм, дающих всё новые трещинки. Но мы тщательно скрываем свои слабости, чтобы никто ими не воспользовался. Я решила приоткрыть эту дверцу и показать, что на каждый «Яд» найдётся своё «Противоядие»

## Чарты
Альбом попал на 15 место в российском чарте Apple Music.

## Продвижение
11 марта 2022 года певица отправилась в концертный тур по России. Тур начался 11 марта концертом в Уфе и закончился 29 мая в Санкт-Петербурге.

## Трек-лист
Адаптировано под Apple Music.
| №  | Название           | Длительность |
| -- | ------------------ | ------------ |
| 1. | «Маленькость»      | 2:26         |
| 2. | «Да по***»         | 2:47         |
| 3. | «Тряпочка»         | 2:13         |
| 4. | «Травля»           | 3:09         |
| 5. | «Стыдно»           | 2:38         |
| 6. | «Клубничные сырки» | 3:12         |
| 7. | «Барабанщица»      | 3:21         |
| 8. | «Свалка»           | 2:59         |